# نيكلاس كول
نيكلاس كول (بالألمانية: Niklas Kaul)‏ هو منافس ألعاب قوى ألماني، ولد في 11 فبراير 1998 في ماينتس في ألمانيا.

## وصلات خارجية
- نيكلاس كول على موقع الاتحاد الدولي لألعاب القوى (الإنجليزية)
- نيكلاس كول على موقع أوليمبيديا (الإنجليزية)
- نيكلاس كول على موقع اللجنة الأولمبية الألمانية (الألمانية)